# Terminal de Pasajeros "Genaro Méndez"
El Terminal de Pasajeros “Genaro Mendez”, es un terminal de buses de San Cristóbal, Venezuela ubicado en la Prolongación de la 5.ª Avenida y Avenida Parque Exposición al sur de la ciudad. Las rutas de las líneas de buses que operan en el terminal tienen como destinos la mayoría de las poblaciones y ciudades a nivel regional y nacional, así como a Cúcuta, Colombia.
El terminal fue inaugurado el 9 de agosto de 1968. El promedio por temporada de movilización de usuarios es de 80.000 pasajeros, pero en meses de temporada alta supera los 200.000.

## Destinos
Regionales
-Rubio
-San Juan de Colon
-La Fria
-San Antonio
-Ureña
-La Grita
-El Piñal
-el nula
-Pregonero
-Lobatera
-Michelena
-Coloncito
-El Cobre
-Queniquea
-San Jose de Bolívar
-Entre otras.
Nacionales
-Maracaibo
-Valencia
-Caracas
-Merida
-Punto Fijo
-Maturin
-Cumana
-Barquisimeto
-Acarigua
-guanare
-barinas
-San Fernando de Apure
-Puerto Ordaz
-Valera
-Los Teques
-Upata
Internacionales
-Cúcuta
-Puerto Santander
-Ocaña
-Bucaramanga (Próximamente)